# Coupe de France 1981/82
Het seizoen 1981/82 was het 65e seizoen van de Coupe de France in het voetbal. Het toernooi werd georganiseerd door de Franse voetbalbond.
Dit seizoen namen er 3179 clubs deel (255 meer dan de record deelname uit het vorige seizoen). De competitie ging in de zomer van 1981 van start en eindigde op 15 mei 1982 met de finale in het Parc des Princes in Parijs. De finale werd gespeeld tussen Paris Saint-Germain (voor de eerste keer finalist) en AS Saint-Étienne (voor de negende keer finalist en met de Nederlander Johnny Rep in de gelederen). Paris Saint-Germain veroverde de beker door AS Saint-Étienne na strafschoppen te verslaan.
Als bekerwinnaar vertegenwoordigde Paris Saint-Germain Frankrijk in de Europacup II 1982/83.

## Uitslagen

### 1/32 finale
De 20 clubs van de Division 1 kwamen in deze ronde voor het eerst in actie. AS Central Sport Papeete uit Tahiti (Frans-Polynesië) bereikte voor de tweede keer de landelijke eindronden. De wedstrijden werden op 12, 13 en 14 februari gespeeld.
| Winnaar               | Uitslag      | Verliezer          |
| --------------------- | ------------ | ------------------ |
| Paris Saint-Germain   | 1-1 ns (4-3) | Olympique Nîmes    |
| AS Saint-Étienne      | 3-0          | RC Paris           |
| Tours FC              | 5-2 nv       | RC Lens            |
| SEC Bastia            | 1-0          | USM Malakoff       |
| Girondins Bordeaux    | 4-0          | FC Périgueux       |
| Stade Laval           | 3-1          | Stade Quimper      |
| Sporting Toulon       | 1-0 nv       | FC Montauban       |
| US Valenciennes-Anzin | 3-0          | AEP Bourg-La Roche |
| Olympique Marseille   | 1-0          | Olympique Avignon  |
| Stade Brest           | 0-0 ns (3-1) | Limoges FC         |
| FC Metz               | 1-0          | FC Sochaux         |
| Olympique Lyon        | 1-0          | RC Strasbourg      |
| AS Monaco             | 1-0 nv       | FC Martigues       |
| RCFC Besançon         | 5-2          | SR Saint-Dié       |
| AS Nancy              | 3-0          | FC Mulhouse        |
| Le Havre AC           | 1-0          | US Orléans         |

| Winnaar                           | Uitslag      | Verliezer                  |
| --------------------------------- | ------------ | -------------------------- |
| US Nœux-les-Mines                 | 2-1          | FC Nantes                  |
| US Sanary                         | 0-0 ns (7-6) | Montpellier La Paillade SC |
| AJ Auxerre                        | 2-0          | US Véloce Vannes           |
| ESA Brive                         | 2-1          | AS Grenoble                |
| CA Lisieux                        | 0-0 ns (9-8) | Lille OSC                  |
| Calais RUFC                       | 1-1 ns (4-2) | AS Creil                   |
| ECAC Chaumont                     | 2-0 nv       | SC Hazebrouck              |
| US Maubeuge                       | 0-0 ns (5-4) | Red Star Paris             |
| EDS Montluçon                     | 2-0          | AAJ Blois                  |
| US Concarneau                     | 1-1 ns (7-6) | Union Clissons-Korrigans   |
| US Dunkerque                      | 3-2 nv       | Stade Poitiers             |
| Stade Saint-Brieuc                | 2-1          | Toulouse FC                |
| OGC Nice                          | 2-0 nv       | CA Digne                   |
| Stade Reims                       | 3-1          | AS Beaune                  |
| CS Thonon                         | 2-1          | AS Central Sport Papeete   |
| FC Fontainebleau-Bagneaux-Nemours | 3-1          | SO Merlebach               |

### 1/16 finale
De heenwedstrijden op 5 en 6 maart gespeeld, de terugwedstrijden op 17 maart.
 * = eerst thuis 
| Winnaar               | Uitslag  | Verliezer           |
| --------------------- | -------- | ------------------- |
| Paris Saint-Germain   | 1-0, 2-0 | US Nœux-les-Mines * |
| AS Saint-Étienne      | 2-0, 4-0 | US Sanary *         |
| Tours FC              | 1-2, 3-1 | AJ Auxerre *        |
| SEC Bastia            | 3-1, 1-0 | ESA Brive *         |
| Girondins Bordeaux    | 0-0, 5-0 | CA Lisieux *        |
| Stade Laval           | 3-1, 6-0 | Calais RUFC *       |
| Sporting Toulon       | 0-0, 4-1 | ECAC Chaumont *     |
| US Valenciennes-Anzin | 2-3, 3-1 | US Maubeuge *       |

| Winnaar               | Uitslag  | Verliezer                           |
| --------------------- | -------- | ----------------------------------- |
| Olympique Marseille * | 2-0, 4-2 | EDS Montluçon                       |
| Stade Brest           | 3-0, 5-1 | US Concarneau *                     |
| FC Metz *             | 3-1, 0-0 | US Dunkerque                        |
| Olympique Lyon        | 2-0, 4-2 | Stade Saint-Brieuc *                |
| AS Monaco *           | 2-0, 1-1 | OGC Nice                            |
| RCFC Besançon         | 0-1, 2-0 | Stade Reims *                       |
| AS Nancy              | 3-1, 3-0 | CS Thonon *                         |
| Le Havre AC           | 1-2, 3-0 | FC Fontainebleau-Bagneaux-Nemours * |

### 1/8 finale
De heenwedstrijden werden op 30 maart gespeeld, de terugwedstrijden op 6 april.
 * = eerst thuis 
| Winnaar             | Uitslag  | Verliezer             |
| ------------------- | -------- | --------------------- |
| Paris Saint-Germain | 1-0, 3-1 | Olympique Marseille * |
| AS Saint-Étienne *  | 2-0, 3-3 | Stade Brest           |
| Tours FC *          | 4-1, 2-4 | FC Metz               |
| SEC Bastia *        | 2-0, 2-3 | Olympique Lyon        |

| Winnaar                 | Uitslag  | Verliezer     |
| ----------------------- | -------- | ------------- |
| Girondins Bordeaux *    | 2-1, 2-1 | AS Monaco     |
| Stade Laval *           | 2-1, 0-0 | RCFC Besançon |
| Sporting Toulon *       | 2-1, 2-1 | AS Nancy      |
| US Valenciennes-Anzin * | 2-0, 2-2 | Le Havre AC   |

### Kwartfinale
De heenwedstrijden werden op 16 april gespeeld, de terugwedstrijden op 20 april.
 * = eerst thuis 
| Winnaar               | Uitslag     | Verliezer               |
| --------------------- | ----------- | ----------------------- |
| Paris Saint-Germain * | 2-0, 1-2 nv | Girondins Bordeaux      |
| AS Saint-Étienne *    | 1-0, 0-0    | Stade Laval             |
| Tours FC              | 1-1, 2-1    | Sporting Toulon *       |
| SEC Bastia            | 0-1, 3-0    | US Valenciennes-Anzin * |

### Halve finale
De wedstrijden werden op 11 mei gespeeld.
 * = eerst thuis 
| Winnaar             | Uitslag      | Verliezer  |
| ------------------- | ------------ | ---------- |
| Paris Saint-Germain | 0-0 ns (2-1) | Tours FC   |
| AS Saint-Étienne    | 2-0          | SEC Bastia |

### Finale
De wedstrijd werd op 15 mei 1982 gespeeld in het Parc des Princes in Parijs voor 46.160 toeschouwers. De wedstrijd stond onder leiding van scheidsrechter Michel Vautrot.
| Winnaar                                                                                           | Uitslag      | Finalist                                                                                          |
| ------------------------------------------------------------------------------------------------- | ------------ | ------------------------------------------------------------------------------------------------- |
| Paris Saint-Germain                                                                               | 2-2 ns (6-5) | AS Saint-Étienne                                                                                  |
| Nambatingue Toko 58' Dominique Rocheteau 120'                                                     |              | 76' Michel Platini 99' Michel Platini                                                             |
| Dominique Bathenay Éric Renaut Dominique Rocheteau Ivica Šurjak Luis Fernández Jean-Marc Pilorget |              | Patrick Battiston Jean-Louis Zanon Johnny Rep Jean-François Larios Michel Platini Christian Lopez |

1917/18 · 1918/19 · 1919/20 · 1920/21 · 1921/22 · 1922/23 · 1923/24 · 1924/25 · 1925/26 · 1926/27 · 1927/28 · 1928/29 · 1929/30 · 1930/31 · 1931/32 · 1932/33 · 1933/34 · 1934/35 · 1935/36 · 1936/37 · 1937/38 · 1938/39 · 1939/40 · 1940/41 · 1941/42 · 1942/43 · 1943/44 · 1944/45 · 1945/46 · 1946/47 · 1947/48 · 1948/49 · 1949/50 · 1950/51 · 1951/52 · 1952/53 · 1953/54 · 1954/55 · 1955/56 · 1956/57 · 1957/58 · 1958/59 · 1959/60 · 1960/61 · 1961/62 · 1962/63 · 1963/64 · 1964/65 · 1965/66 · 1966/67 · 1967/68 · 1968/69 · 1969/70 · 1970/71 · 1971/72 · 1972/73 · 1973/74 · 1974/75 · 1975/76 · 1976/77 · 1977/78 · 1978/79 · 1979/80 · 1980/81 · 1981/82 · 1982/83 · 1983/84 · 1984/85 · 1985/86 · 1986/87 · 1987/88 · 1988/89 · 1989/90 · 1990/91 · 1991/92 · 1992/93 · 1993/94 · 1994/95 · 1995/96 · 1996/97 · 1997/98 · 1998/99 · 1999/00 · 2000/01 · 2001/02 · 2002/03 · 2003/04 · 2004/05 · 2005/06 · 2006/07 · 2007/08 · 2008/09 · 2009/10 · 2010/11 · 2011/12 · 2012/13 · 2013/14 · 2014/15 · 2015/16 · 2016/17 · 2017/18 · 2018/19 · 2019/20 · 2020/21 · 
2021/22 · 2022/23 · 2023/24 · 2024/25 ·